# Franz Karl von Riesse
Franz Karl Freiherr von Ries(s)e (* 1721 in Brügge, Österreichische Niederlande; † 20. Mai 1786 in Graz) war k. k. Feldzeugmeister, Ritter des Maria-Theresia-Ordens, Inhaber des Infanterie-Regiments No. 26 sowie Kommandierender General in Innerösterreich.

## Leben
Riesse ging 1737 mit 16 Jahren als Gemeiner in kaiserlicher Dienste. Er stieg in der Armee auf und wurde während des Österreichischen Erbfolgekrieges als Hauptmann Adjutant des Feldmarschallleutnants Bärnklau. Nach dessen Ende im Aachener Frieden wurde er als Oberstleutnant in das Warasdiner-Creutzer-Regiment versetzt. Als solcher war er auch an der Bekämpfung der Warasdiner Unruhen im Jahr 1755 beteiligt.
Bei Ausbruch des Siebenjährigen Krieges wurde er nach Böhmen verlegt und konnte bei der Einnahme von Brandeis das dortige Schloss besetzen. In der Schlacht bei Kolin kommandierte Riesse ein Bataillon sowie vier Geschütze und stabilisierte die geschlagene Kavallerie. Ferner kämpfte er bei Breslau und im Gefecht bei Protsch. Als sich die Preußen aus Böhmen zurückziehen mussten, hatte er die Aufgabe diesen Rückzug zu stören. Am 2. Oktober 1757 deckte Riesse bei Klein-Massowitz wiederum den linken Flügel der Armee und verteidigte den Ort mit nur 500 Mann gegen vier preußische Bataillone. Beim Angriff auf den großen preußischen Konvoi am 30. Juni 1758 bei Domstadtl, gehörte er zu den ersten Angreifern und wurde dafür zum Oberst des Warasdiner St. Georger-Regiments befördert. Am 11. September 1758 stand er mit 1300 Mann bei Dresden, als er von einer preußischen Korps mit ca. 10.000 Mann bemerkt wurde. Dessen Kommandant schickte zehn Eskadronen Husaren, die die Österreicher einkreisten, aber nicht angriffen, um der Infanterie Zeit zu lassen den Posten zu erreichen. Riesse erkannt die Gefahr und bildete ein Karree, mit dem er sich feuernd bewegte, um dann von fünf Eskadron Eßterházy-Huszaren gerettet zu werden.
Während der Schlacht bei Hochkirch deckte er die linke Flanke, 1759 kämpfte er im Gefecht bei Köhlen. Für seine Taten wurde er am 23. Januar 1760 mit dem Ritterkreuz des Maria-Theresia-Ordens ausgezeichnet. Im Jahr 1762 konnte er sich wieder mehrfach auszeichnen. Er verteidigte Nieder-Ahrensdorf und kämpfte zuletzt am 6. Juli 1762 bei Adelsbach.
Nach dem Krieg wurde er am 30. Juni 1763 mit Rang vom 12. Juni 1759 zum Generalfeldwachtmeister befördert. Am 1. Mai 1773 erfolgte mit Rang vom 25. Juni 1767 seine Ernennung zum Feldmarschallleutnant sowie Kommandierenden General in Innerösterreich. 1776 wurde er Inhaber des Infanterie-Regiments No. 26. Für seinen Maria-Theresia-Orden wurde er 1761 in den erbländischen Freiherrenstand erhoben.